# 46. Tony-gála
A 46. Tony-gála az 1991/1992-es szezon legjobb Broadway színházi alakításait értékelte. A díjátadót 1992. május 31-én tartották a New York-i Gershwin Theatreben, a műsor házigazdája Glenn Close volt. A gálát az CBS televízióadó közvetítette élőben.

## Győztesek és jelöltek
A nyertesek félkövérrel jelölve.
| Legjobb színdarab | Legjobb musical |
| --- | --- |
| - Pogánytánc – Brian Friel - Four Baboons Adoring the Sun – John Guare - Two Shakespearean Actors – Richard Nelson - Two Trains Running – August Wilson | - Bolondulok érted - Falsettos - Five Guys Named Moe - Jelly's Last Jam |
| Legjobb színdarab újra a színpadon | Legjobb szövegkönyv musicalben |
| - Guys and Dolls - The Most Happy Fella - A világ közepe - Az öreg hölgy látogatása | - William Finn, James Lapine – Falsettos - Ken Ludwig – Bolondulok érted - Clarke Peters – Five Guys Named Moe - George C. Wolfe – Jelly's Last Jam |
| Legjobb férfi főszereplő színdarabban | Legjobb női főszereplő színdarabban |
| - Judd Hirsch – Conversations with My Father (Eddie) - Alan Alda – Jake női (Jake) - Alec Baldwin – A vágy villamosa (Stanley Kowalski) - Brian Bedford – Two Shakespearean Actors (William Charles Macready) | - Glenn Close – A halál és a lányka (Paulina Salas Escobar) - Jane Alexander – Az öreg hölgy látogatása (Claire Zachanassian) - Stockard Channing – Four Baboons Adoring the Sun (Penny McKenzie) - Judith Ivey – Park Your Car in Harvard Yard (Kathleen Hogan) |
| Legjobb férfi főszereplő musicalben | Legjobb női főszereplő musicalben |
| - Gregory Hines – Jelly's Last Jam (Jelly Roll Morton) - Harry Groener – Bolondulok érted (Bobby Child) - Nathan Lane – Guys and Dolls (Nathan Detroit) - Michael Rupert – Falsettos (Marvin) | - Faith Prince – Guys and Dolls (Miss Adelaide) - Jodi Benson – Bolondulok érted (Polly Baker) - Josie de Guzman – Guys and Dolls (Sarah Brown) - Sophie Hayden – The Most Happy Fella (Rosabella)                                                               |
| Legjobb férfi mellékszereplő színdarabban | Legjobb női mellékszereplő színdarabban |
| - Larry Fishburne – Two Trains Running (Sterling) - Roscoe Lee Browne – Two Trains Running (Holloway) - Željko Ivanek – Two Shakespearean Actors (John Ryder) - Tony Shalhoub – Conversations with My Father (Charlie) | - Brid Brennan – Pogánytánc (Agnes) - Rosaleen Linehan – Pogánytánc (Kate) - Cynthia Martells – Two Trains Running (Risa) - Dearbhla Molloy – Pogánytánc (Maggie)                                                                                                |
| Legjobb férfi mellékszereplő musicalben | Legjobb női mellékszereplő musicalben |
| - Scott Waara – The Most Happy Fella (Herman) - Bruce Adler – Bolondulok érted (Bela Zangler) - Keith David – Jelly's Last Jam (Kéményseprő) - Jonathan Kaplan – Falsettos (Jason) | - Tonya Pinkins – Jelly's Last Jam (Anita) - Liz Larsen – The Most Happy Fella (Cleo) - Vivian Reed – The High Rollers Social and Pleasure Club (Varázslónő) - Barbara Walsh – Falsettos (Trina)                                                                 |
| Legjobb eredeti zene | Legjobb koreográfia |
| - Falsettos – William Finn (zene és dalszöveg) - Jelly's Last Jam – Jelly Roll Morton, Luther Henderson (zene), Susan Birkenhead (dalszöveg) - Metro – Janusz Stoklosa (zene), Agata Miklaszewska, Maryna Miklaszewska, Mary Bracken Phillips (dalszöveg) - Nick & Nora – Charles Strouse (zene), Richard Maltby, Jr. (dalszöveg) | - Susan Stroman – Bolondulok érted - Terry John Bates – Pogánytánc - Christopher Chadman – Guys and Dolls - Hope Clarke, Ted L. Levy, Gregory Hines – Jelly's Last Jam                                                                                           |
| Legjobb színdarabrendező | Legjobb musicalrendező |
| - Patrick Mason – Pogánytánc - Peter Hall – Four Baboons Adoring the Sun - Jack O'Brien – Two Shakespearean Actors - Daniel Sullivan – Conversations with My Father | - Jerry Zaks – Guys and Dolls - James Lapine – Falsettos - Mike Ockrent – Bolondulok érted - George C. Wolfe – Jelly's Last Jam |
| Legjobb díszlettervezés | Legjobb jelmeztervezés |
| - Tony Walton – Guys and Dolls - John Lee Beatty – A Small Family Business - Joe Vanek – Pogánytánc - Robin Wagner – Jelly's Last Jam | - William Ivey Long – Bolondulok érted - Jane Greenwood – Two Shakespearean Actors - Toni-Leslie James – Jelly's Last Jam - Joe Vanek – Pogánytánc |
| Legjobb látványtervezés | |
| - Jules Fisher – Jelly's Last Jam - Paul Gallo – Bolondulok érted - Paul Gallo – Guys and Dolls - Richard Pilbrow – Four Baboons Adoring the Sun | |

### Különdíjak
- A legjobb körzeti színház: The Goodman Theatre, Chicago
- Tiszteletbeli Tony-díj: A fantasztikusok

## Előadott számok
- Bolondulok érted ("I Can't Be Bothered Now"/"Slap That Bass"/"Shall We Dance"/"I Got Rhythm")
- Falsettos ("Falsettoland"/"My Father's A Homo"/"Sitting Watching Jason Play Baseball")
- Five Guys Named Moe ("Five Guys Named Moe"/"Caledonia")
- Jelly's Last Jam ("That's How You Jazz" - Gregory Hines)
- The Most Happy Fella ("Happy to Make Your Acquaintance" - Spiro Malas, Sophie Hayden, Liz Larsen)
- Guys and Dolls ("Sit Down You're Rockin' the Boat"/"Finale")

## Műsorvezetők
A gálán az alábbi műsorvezetők működtek közre:
- Alan Alda
- Alec Baldwin
- Carol Channing
- Kirk Douglas
- Michael Douglas
- Richard Dreyfuss
- Daisy Eagan
- Farrah Fawcett
- Vincent Gardenia
- Danny Gerard
- Danny Glover
- Gene Hackman
- Judd Hirsch
- Patti LuPone
- Liza Minnelli
- Ian McKellen
- Tony Randall
- Lynn Redgrave
- Freddie Roman
- Ron Silver
- Sigourney Weaver

## Fordítás
- Ez a szócikk részben vagy egészben  a(z)   46th Tony Awards című angol Wikipédia-szócikk fordításán alapul.  Az eredeti cikk szerkesztőit annak laptörténete sorolja fel. Ez a jelzés csupán a megfogalmazás eredetét és a szerzői jogokat jelzi, nem szolgál a cikkben szereplő információk forrásmegjelöléseként.